# Limnothlypis swainsonii
El chipe coronicafé o reinita de Swainson (Limnothlypis swainsonii) es una especie de ave del orden de los paseriformes  y de la familia de los parúlidos.  Es un taxón monotípico (única especie de su género) del Nuevo Mundo que anida en el sur de los Estados Unidos e invierna en la península de Yucatán y las Antillas septentrionales. No se reconocen subesepecies.

## Descripción
Es un ave de entre 14 y 15 cm de longitud en la edad adulta y 15 gramos de peso. A diferencia de la mayoría de los parúlidos, no hay dimorfismo sexual ni diferencias de plumaje en los individuos inmaduros. El plumaje de las partes dorsales es pardo oliváceo oscuro. Las partes ventrales son blancuzcas, con algunos matices amarillentos sobre todo en garganta y parte superior del pecho. La lista supraciliar es amarillenta, contrastando con la corona parda.

## Distribución y hábitat
Anida en el sureste de los Estados Unidos, a excepción de la península de la Florida. Vive en zonas húmedas de vegetación perennifolia cercanas a cuerpos de agua, y también en áreas arbustivas de los Apalaches.
Durante la migración habita selvas tropicales, generalmente zonas cercanas a arroyos o pantanos y ricas en arbustos. Se distribuye en la península de Yucatán —tanto en la costa caribeña como en la del Golfo de México—, en Belice, Guatemala y norte de Honduras. También en las Antillas: Bahamas, Cuba, Jamaica, las Islas Caimán y pequeñas islas adyacentes.
Busca alimento entre la hojarasca del bosque. Es una ave solitaria y tímida, bastante rara para ser observada.

## Comportamiento

### Reproducción
Esta especie inicia su reproducción a los diez meses de edad. Forman parejas, se delimitan y defienden un territorio para anidar. Los nidos son bastante grandes y voluminosos, construido a partir de musgo, hierba y hojas pequeñas situadas por encima del suelo, en una maraña de altos juncos o en las vides. La hembra pone entre tres a cinco huevos. Los huevos son de color blanco y, a veces, pero rara vez, salpicado de marrón. La incubación es realizada por la única hembra y tiene una duración de unos catorce días, después de que los huevos eclosionan. Los jóvenes abandonan el nido a los doce días después de haber nacido. No se sabe cuántas parejas permanecen juntas, aunque una vez el vínculo de pareja se ha establecido, no suelen aparearse con otras aves, al menos en la actual temporada de anidación. Estas aves pueden vivor hasta ocho años.

## Taxonomía
No se conocen subespecies pero Parece haber cierta divergencia entre las poblaciones de Arkansas y otros de las planicies costeras. Esto se ajusta a un patrón que se supone sea genético, pero parece que no hay barreras geográficas o ecológicas que limiten el flujo de genes. Incluso durante la última edad de hielo, cuando las temperaturas medias, precipitaciones y del nivel del mar fueron menores, no parece haber sido un amplio hábitat contiguo. Evidentemente, un factor que restringe el flujo de genes es el trabajo, pero en la actualidad no se sabe que lo causa. Es posible que las subpoblaciones se adapten a las diferentes zonas de hibernación.
En algunas aves migratorias es conocido que la dirección inicial de la migración es establecida simplemente por mecanismos hereditarios. Las crías de aves que comprenden pares de diferentes sub-poblaciones de esta especies, intentan migrar hacia una dirección intermedia. Tal curso podría llevar a un Aguilucho Langostero muy adentro en el Caribe donde no hay invierno, o incluso puntos de descanso, y el pájaro moriría casi con toda seguridad. Más investigaciones de análisis de las aves playeras son necesarias para determinar si este mecanismo se aplica en el aguilucho langostero.